# Nati nel 1423
| Questa pagina contiene informazioni ricavate automaticamente dalle voci biografiche con l'ausilio del template Bio e di un bot. L'aggiornamento è periodico e automatico e ricostruisce completamente la pagina. Se manca una persona in questa lista, sei pregato di non aggiungerla, ma accertati piuttosto che la sua voce biografica contenga il template Bio e che i dati anagrafici siano correttamente compilati. Se il template Bio manca, inseriscilo tu stesso o, in alternativa, metti l'avviso {{tmp\|Bio}} che ne segnala la mancanza. Se i dati riportati sono sbagliati, correggi direttamente la voce biografica; le modifiche saranno visibili in questa lista entro pochi giorni. Per chiarimenti vedi il progetto biografie. La lista contiene solo le 22 persone che sono citate nell'enciclopedia e per le quali è stato implementato correttamente il template Bio. Pagina aggiornata al 26 lug 2025. |

- 4 aprile - Giovanni II di Nassau-Saarbrücken, sovrano tedesco († 1472)
- 18 maggio - Katherine Percy, nobile inglese († 1475)
- 30 maggio - Georg von Peuerbach, astronomo e matematico austriaco († 1461)
- 2 giugno - Ferdinando I di Napoli, sovrano italiano († 1494)
- 15 giugno - Gabriele Sforza, arcivescovo cattolico italiano († 1457)
- 3 luglio - Luigi XI di Francia, re francese († 1483)
- 6 luglio - Antonio Manetti, umanista, architetto e matematico italiano († 1497)
- Pierre d'Aubusson, cardinale francese († 1503)
- Demetrio Calcondila, umanista greco († 1511)
- Ausias Despuig, cardinale e arcivescovo cattolico spagnolo († 1483)
- Elena di Kleve, principessa tedesca († 1471)
- Ichijō Norifusa, militare giapponese († 1480)
- Fernando Martins, religioso e medico portoghese
- Murata Jukō, monaco buddista giapponese († 1502)
- Mattia Palmerio, umanista, filologo e storico italiano († 1483)
- Jacopo de' Pazzi, politico italiano († 1478)
- Jacopo Piccinino, condottiero italiano († 1465)
- Pietro di Hagenbach, cavaliere medievale francese († 1474)
- Francesco Secco, condottiero italiano († 1496)
- Giacomo Trotti, nobile, diplomatico e ambasciatore italiano († 1495)
- Raffaello della Rovere, italiano († 1477)
- Uzun Hasan, sovrano turkmeno († 1478)